# Sayed Kashua
Sayed Kashua (arabiska: سيد قشوع, hebreiska: סייד קשוע;), född 1975, är en israelisk-arabisk författare och journalist. Han är föddes i Tira och flyttade till Jerusalem i femtonårsåldern för att studera vid en hebreisk internatskola. Han studerade sociologi och filosofi vid Hebreiska universitetet i Jerusalem. Han är krönikor för Haaretz och har skrivit manus till tv-serien Avoda aravit (עבודה ערבית). Han har skrivit tre romaner, alla på hebreiska.